# Youth of Today
Youth of Today est un groupe de punk hardcore américain, originaire de Danbury, dans le Connecticut. Initialement actif entre 1985 et 1990,, le groupe jouera un rôle majeur pour le sous-genre musical youth crew en mélangeant les philosophies straight edge et le mode de vie végétarien. Après la dissolution du groupe, le chanteur Ray Cappo s'est investi dans le mouvement Krishnacore, un genre de punk qui s'inspire de l'association internationale pour la conscience de Krishna. Il rejoint les groupes Shelter et Better than a Thousand. Le groupe se reforme en 2010.

## Biographie

### Débuts
Youth of Today est formé à Danbury, dans le Connecticut, par deux membres du groupe de punk hardcore Violent Children, Ray Cappo (chant) et John Porcelly (Porcell) (guitare) cherchant à se lancer dans le straight edge, à une période durant laquelle les groupes straight edge old-school se séparaient. Cherchant difficilement un batteur et un bassiste, Ray et Porcell sont aidés par deux amis lycéens Graham Phillips et Darren Pesce, qui jouaient avec Porcell dans un groupe appelé The Young Republicans dans le passé.
En 1985, Youth of Today enregistre un premier EP, Can't Close My Eyes, pour le label Positive Force Records de Kevin Seconds (chanteur du groupe 7 Seconds). À cette période, le groupe contribue à la compilation Connecticut Fun avec cinq chansons ; ces chansons seront incluses dans Can't Close My Eyes.
Après leur tournée, Graham et Darren quittent le groupe, et les deux membres restants sont rejoints par Craig Setari (basse) et Tommy Carroll (batterie).
Tommy part pendant leur deuxième tournée, et Drew Thomas, batteur du groupe frère Crippled Youth, le remplace pour le reste de la tournée.

### Retour
Hormis quelques concerts de réunion, Youth of Today effectue une tournée européenne en 2003 avec les membres Ray, Porcell et Sammy. À la fin de 2010, ils tournent de nouveau en Europe. Une première tournée sud-américaine est annoncée pour fin 2010. Youth of Today joue deux concerts en Russie, et deux à Oslo, en Norvège.
Youth of Today joue au Getaway Rock festival de Gävle, en Suède, entre les 7 et 9 juillet 2011. Youth of Today joue aussi au This is Hardcore le 12 août. Youth of Today joue au Riot Fest de Chicago ouvrant pour Danzig et Doyle en octobre 2011.
Le 28 avril 2016, Youth of Today joue à Berlin, en Allemagne.

## Membres

### Membres actuels
- Ray Cappo – chant (1985–1990, 1994, 1999, 2004, depuis 2010)
- John « Porcell » Porcelly – guitare (1985–1990, 1994, 1999, 2004, depuis 2010)
- Walter Schreifels – basse (1987–1990, 1994, depuis 2016)
- Sammy Siegler – batterie (1987–1990, 1994, 1999, 2004, depuis 2016)

### Anciens membres
- Richie Birkenhead – guitare (1986–1987)
- Graham Phillips – basse (1985–1986)
- Craig Setari – basse (1986–1987)
- Lukey Luke – basse (1987)
- Tim Brooks- basse (1999)
- Ken Olden – basse (2004, 2010–2016)
- Darren Pesce – batterie (1985–1986)
- Kevin Seconds – batterie (1986)
- Tommy Carroll  – batterie (1986)
- Drew Thomas – batterie (1986–1987)
- Mike « Judge » Ferraro – batterie (1987)
- Vinny Panza – batterie (2010–2016)
- Steve Reddy – chant (concert en 1987)

## Discographie
- 1985 : Can't Close My Eyes
- 1986 : Break Down the Walls
- 1988 : We're Not In this Alone
- 1990 : Youth of Today EP